# Presidente da China
O Presidente da República Popular da China é título formal que recebe o chefe de Estado da República Popular da China, sendo um cargo altamente cerimonial e com poderes limitados pela Constituição do país. Contudo, desde 1993, a presidência do país têm sido exercida conjuntamente pelo Secretário-Geral do Partido Comunista da China. No sistema político do país, o cargo é visto geralmente como um órgão de Estado - ao invés de um cargo administrativo - regulamentado pela Constituição chinesa. Teoricamente, o Presidente executa grande parte de seu papel sob consentimento do Congresso Nacional do Povo, a legislatura nacional, e não costuma tomar medidas executivas a seu próprio entendimento e vontade.
Desde 1993, excetuando alguns períodos de transição política, o líder político da China acumula os títulos de Presidente, líder do partido e comandante-em-chefe do país (através da Comissão Militar Central). O ocupante do cargo, então, desempenha diversos papéis de governo de acordo com o respectivo título. 
O cargo foi estabelecido pela Constituição da República Popular da China de 1954 e sucessivamente ocupado por Mao Tsé-Tung e Liu Shaoqi. A carreira política deste último viria a decair com a Revolução Cultural, deixando o cargo vago. As reformas constitucionais de 1975 viriam a abolir a posição, que seria restaurada somente com as reformas políticas de 1982, mas com poderes limitados pela Assembleia Nacional Popular. 
O atual Presidente é Xi Jinping, que assumiu o governo em 2013, após suceder Hu Jintao na liderança do Partido Comunista da China, em 2012. Xi ocupa ainda os cargos de Secretário-Geral do Partido Comunista da China e Chefe da Comissão Militar Central, o que de fato o torna o Líder Político do país.
Entre 1982 e 2018, a constituição do país estabelecia um limite de dois mandatos para o cargo presidencial. Durante a era Mao e desde 2018, não há limite de mandatos para o cargo.

## História

### China Republicana (1912 - 1949)
Quando a China Republicana foi criada em 1912, o primeiro presidente, de facto, reconhecido da Historiografia chinesa, foi Sun Yat-sen. Em 1913, um novo presidente assumiu, Yuan Shikai, no entanto, este restaurou a monarquia em 1915 e aboliu o cargo presidencial, que voltou apenas em 1916 após a sua morte. De 1916 até 1927, a presidência da China era ocupada de forma irregular, já que o Governo de Beiyang, que assumiu a China após a morte de Shikai, era controlado pelos senhores da guerra da China e viviam em constante Guerra civil.

### Era Mao (1949 - 1976)
A partir de 1928, o recém encabeçado Governo nacionalista, retomou as eleições presidenciais, utilizando um sistema semelhante ao atual na China. O Presidente da China era, necessariamente, o Secretário-geral do Kuomintang e tinha de ser eleito e reconhecido pelo Yuan Legislativo (equivalente ao atual Congresso Nacional do Povo) que havia sido recém criado. Chiang Kai-Shek permaneceu como presidente da China durante os anos de 1940 até a Retirada da República da China para Taiwan em Dezembro de 1949. Após a Proclamação da República Popular da China, o Secretário Geral do Partido Comunista da China, Mao Zedong, se tornou o presidente da China e consolidou a presença do Partido Comunista da China como sucessor do Partido Nacionalista da China no governo, reciclando o sistema eleitoral e presidencial utilizado pelo governo anterior.
Após o Grande Salto Adiante, Mao Zedong foi retirado da presidência pelo Partido Comunista da China que o substituiu previamente por Liu Shaoqi. Para evitar problemas semelhantes, o cargo de "Presidente do Partido Comunista da China" foi brevemente dissolvido nos anos 1980, com o inicio da liderança de Deng Xiaoping, agora, de fato, era o Secretário Geral do Partido Comunista da China quem comandaria o país.

### Pós-Mao Zedong (1976 - Presente)
Desde 1989, após o Massacre da Praça da Paz Celestial formalização do Socialismo com características chinesas como objetivo do governo, o cargo presidencial da China passou a ser essencialmente menos restrito com eleições regulares, principalmente com as reformas introduzidas no Partido Comunista na época. Dentre os presidentes após os anos 1990, se destacaram Jiang Zemin e Hu Jintao, durante o ínicio dos anos 2000, até que Xi Jinping assumiu a presidência chinesa em 2013 - mesmo que ele já fosse o líder do partido comunista desde 2012.
De todos os demais presidentes, até mesmo da Era Pós-Mao, Xi Jinping foi quem mais se destacou no cenário político, nacional e internacional, principalmente pela suas ambições em relação ao desenvolvimento da China e uma nova construção ideológica no partido comunista, através do seu Pensamento Xi Jinping, sendo constantemente comparado a Mao Tsé-Tung.

## Eleição
De acordo com a atual constituição chinesa, o Presidente deve ser um cidadão chinês com plenos direitos eleitorais e deve ter acima de 45 anos de idade. O tempo limite de mandato presidencial segue o da legislatura do Congresso Nacional do Povo, que é de cinco anos. Até 2018, tanto o presidente quanto o vice-presidente só podiam ser reeleitos para um único mandato consecutivo.
O Presidente é eleito pelo Congresso Nacional do Povo, o maior órgão governamental chinês, que também detém o poder de remover todos os oficiais de Estado de seus respectivos cargos. As eleições, bem como os eventuais afastamentos de presidentes, são decididas pelo voto da maioria simples. De acordo com a Lei Orgânica do Congresso Nacional do Povo, o Presidente deve ser nomeado pelo Presidium, o órgão executivo mais alto do parlamento. Na prática, contudo, cumpre-se uma longa tradição política na qual o Presidente indicado é o Secretário-Geral do Partido Comunista da China. 
Quando da incapacidade ou ausência de um presidente, o cargo é assumido pelo Vice-presidente. Quando ambos os cargos são declarados vagos, o Presidente do Comitê Permanente do Congresso Nacional do Povo assume interinamente o governo do país.

## Poderes e incumbências
Sob a atual constituição chinesa, em vigor desde 1982, o Presidente tem o poder de: promulgar leis; apontar e demitir o Primeiro-ministro e os Ministros de Estado; conceder indulto presidencial; decretar Estado de emergência; conceder ordens honoríficas; entre outros. Além disto, como chefe de Estado, o Presidente pode nomear embaixadores, cônsules e outros funcionários diplomáticos no exterior, assinar e anular tratados e acordos com entidades estrangeiras. No entanto, a Constituição garante que a execução de todos estes poderes dependem de aprovação do Congresso Nacional do Povo. O Presidente também é incumbido de representar o povo chinês em eventos diplomáticos, como visitas de Estado, sendo esta a única função não regulamentada pelo poder legislativo. Como a maioria dos poderes presidenciais dependem de aprovação do Congresso, o cargo é essencialmente simbólico no sistema político do país.
Teoricamente, o Presidente possui sigilo no processo de escolha de seu Primeiro-ministro, apesar de que na prática este tem sido indicado pelo alto escalão do Partido Comunista chinês. Após a indicação, cabe ao Congresso decidir pela efetivação do ocupante no cargo. E como o sistema eleitoral só permite um indicado, o Congresso na realidade somente aprova ou discorda do nome indicado pelo Presidente. Como o Primeiro-ministro é o chefe de governo da China, ou seja, a mais importante nomeação do gabinete executivo de governo, o poder de nomeá-lo concede certa influência política ao Presidente.

## Presidentes

2.º Liu Shaoqi (1959 - 1968)
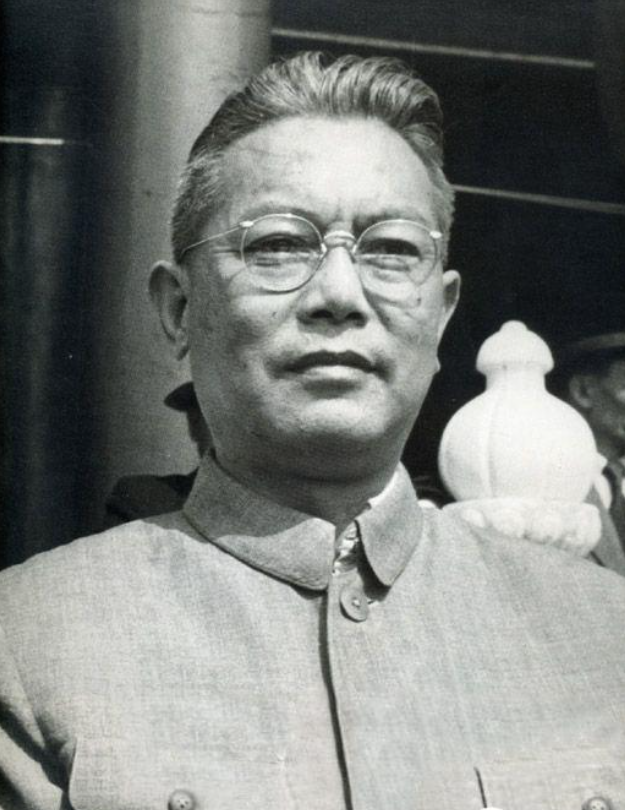
3.º Li Xiannian (1983 - 1988)
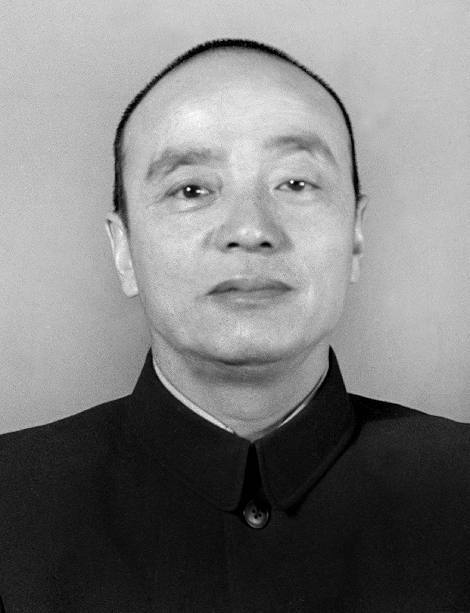
4.º Yang Shangkun (1988 - 1993)
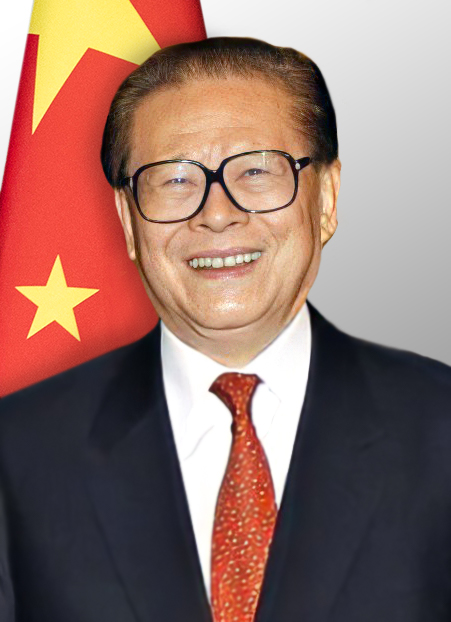
5.º Jiang Zemin (1993 - 2003)
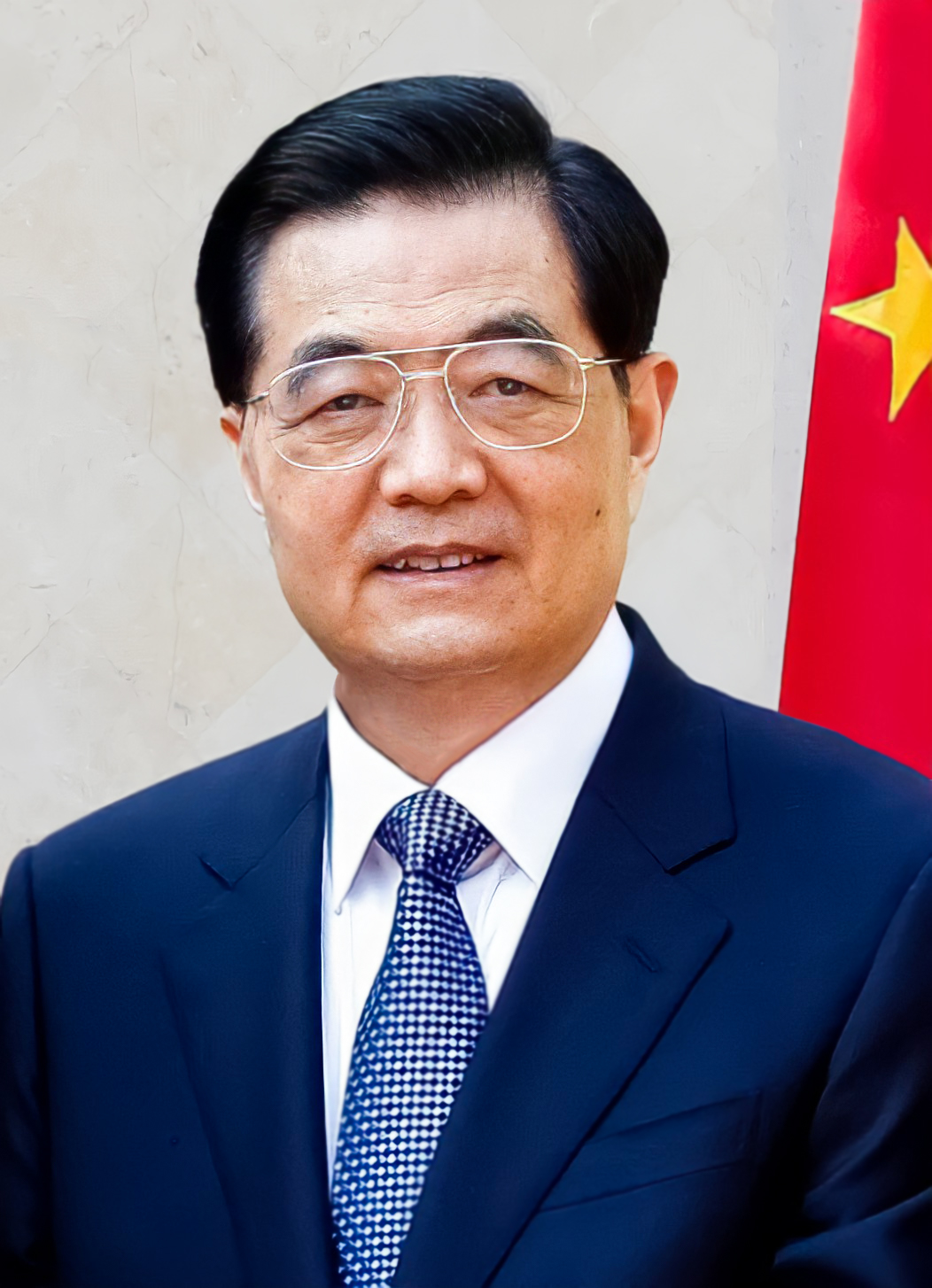
6.º Hu Jintao (2003 - 2013)
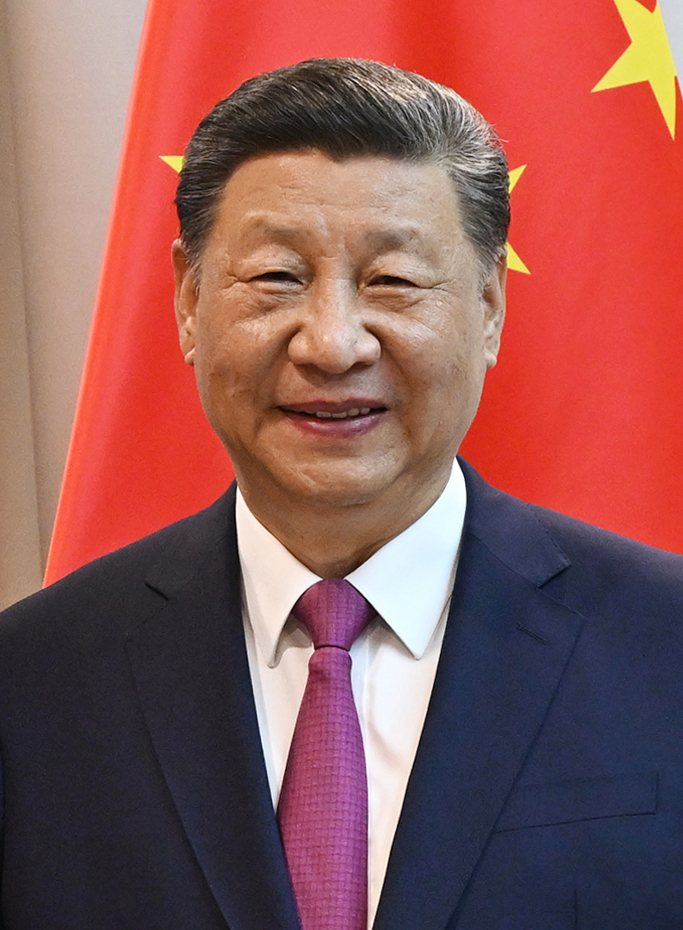
7.º Xi Jinping (2013 - presente)